# Charbogne
Charbogne est une commune française située dans le département des Ardennes, en région Grand Est.

## Géographie
Charbogne est une commune qui est située dans le département des Ardennes (région de Champagne-Ardenne). La commune de Charbogne appartient au canton d'Attigny et à l'arrondissement de Vouziers.Elle se situe à une altitude de 100 mètres environ et sa superficie est de 9 km².

### Communes limitrophes
|                         | Écordal   | Suzanne                       |
| Alland'Huy-et-Sausseuil | Charbogne | Saint-Lambert-et-Mont-de-Jeux |
| Givry                   | Attigny   |                               |

### Hydrographie
La commune est dans la région hydrographique « la Seine du confluent de l'Oise (inclus) à l'embouchure » au sein du bassin Seine-Normandie. Elle est drainée par le ruisseau de Saint-Lambert, la Foivre, les Aivis, le ruisseau de Saint-Lambert et un bras des Aivis,.
Le ruisseau de Saint-Lambert, d'une longueur de 21 km, prend sa source dans la commune de Baâlon et se jette  dans l'Aisne à Attigny, après avoir traversé neuf communes.

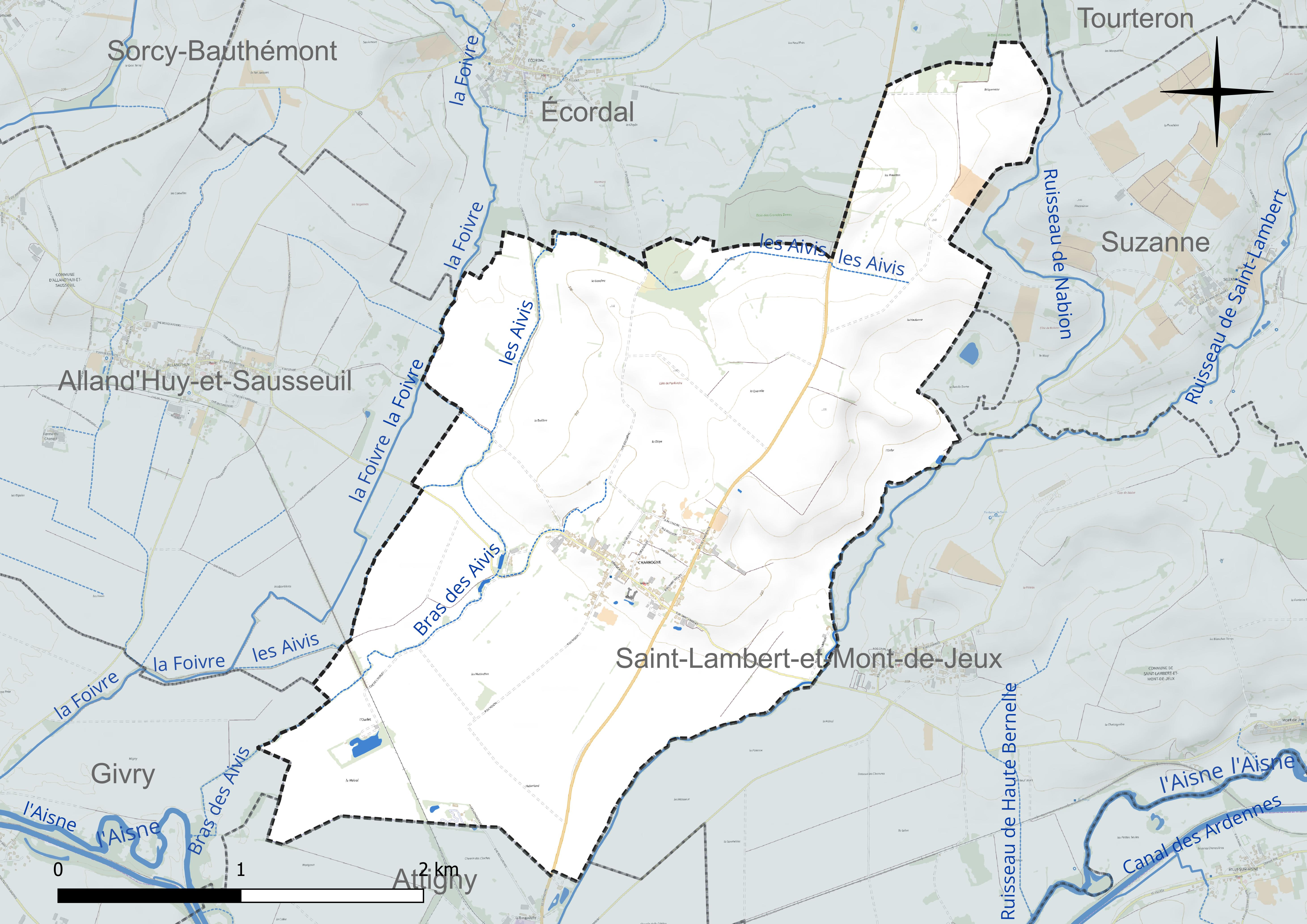
Réseau hydrographique de Charbogne.

La Foivre, d'une longueur de 22 km, prend sa source dans la commune de Neuvizy, à 204 m d'altitude, et se jette  dans l'Aisne à Givry, à 81 m d'altitude, après avoir traversé dix communes.

### Climat
Pour des articles plus généraux, voir Climat du Grand Est et Climat des Ardennes.
En 2010, le climat de la commune est de type climat océanique dégradé des plaines du Centre et du Nord, selon une étude du Centre national de la recherche scientifique s'appuyant sur une série de données couvrant la période 1971-2000. En 2020, Météo-France publie une typologie des climats de la France métropolitaine dans laquelle la commune est exposée à un climat océanique altéré et est dans la région climatique Nord-est du bassin Parisien, caractérisée par un ensoleillement médiocre, une pluviométrie moyenne régulièrement répartie au cours de l’année et un hiver froid (3 °C).
Pour la période 1971-2000, la température annuelle moyenne est de 10,2 °C, avec une amplitude thermique annuelle de 15,6 °C. Le cumul annuel moyen de précipitations est de 790 mm, avec 12,4 jours de précipitations en janvier et 8,9 jours en juillet. Pour la période 1991-2020, la température moyenne annuelle observée sur la station météorologique de Météo-France la plus proche, « Saulces-Champenoises », sur la commune de Saulces-Champenoises à 8 km à vol d'oiseau, est de 11,0 °C et le cumul annuel moyen de précipitations est de 691,6 mm. 
La température maximale relevée sur cette station est de 41,1 °C, atteinte le 25 juillet 2019 ; la température minimale est de −13,9 °C, atteinte le 7 février 2012,,.
Les paramètres climatiques de la commune ont été estimés pour le milieu du siècle (2041-2070) selon différents scénarios d'émission de gaz à effet de serre à partir des nouvelles projections climatiques de référence DRIAS-2020. Ils sont consultables sur un site dédié publié par Météo-France en novembre 2022.

## Urbanisme

### Typologie
Au 1er janvier 2024, Charbogne est catégorisée commune rurale à habitat dispersé, selon la nouvelle grille communale de densité à 7 niveaux définie par l'Insee en 2022.
Elle est située hors unité urbaine et hors attraction des villes,.

### Occupation des sols
L'occupation des sols de la commune, telle qu'elle ressort de la base de données européenne d’occupation biophysique des sols Corine Land Cover (CLC), est marquée par l'importance des territoires agricoles (93,6 % en 2018), une proportion sensiblement équivalente à celle de 1990 (93,8 %). La répartition détaillée en 2018 est la suivante : 
terres arables (88,1 %), prairies (5,4 %), zones urbanisées (3,9 %), forêts (2,5 %), zones agricoles hétérogènes (0,1 %). L'évolution de l’occupation des sols de la commune et de ses infrastructures peut être observée sur les différentes représentations cartographiques du territoire : la carte de Cassini (XVIIIe siècle), la carte d'état-major (1820-1866) et les cartes ou photos aériennes de l'IGN pour la période actuelle (1950 à aujourd'hui).

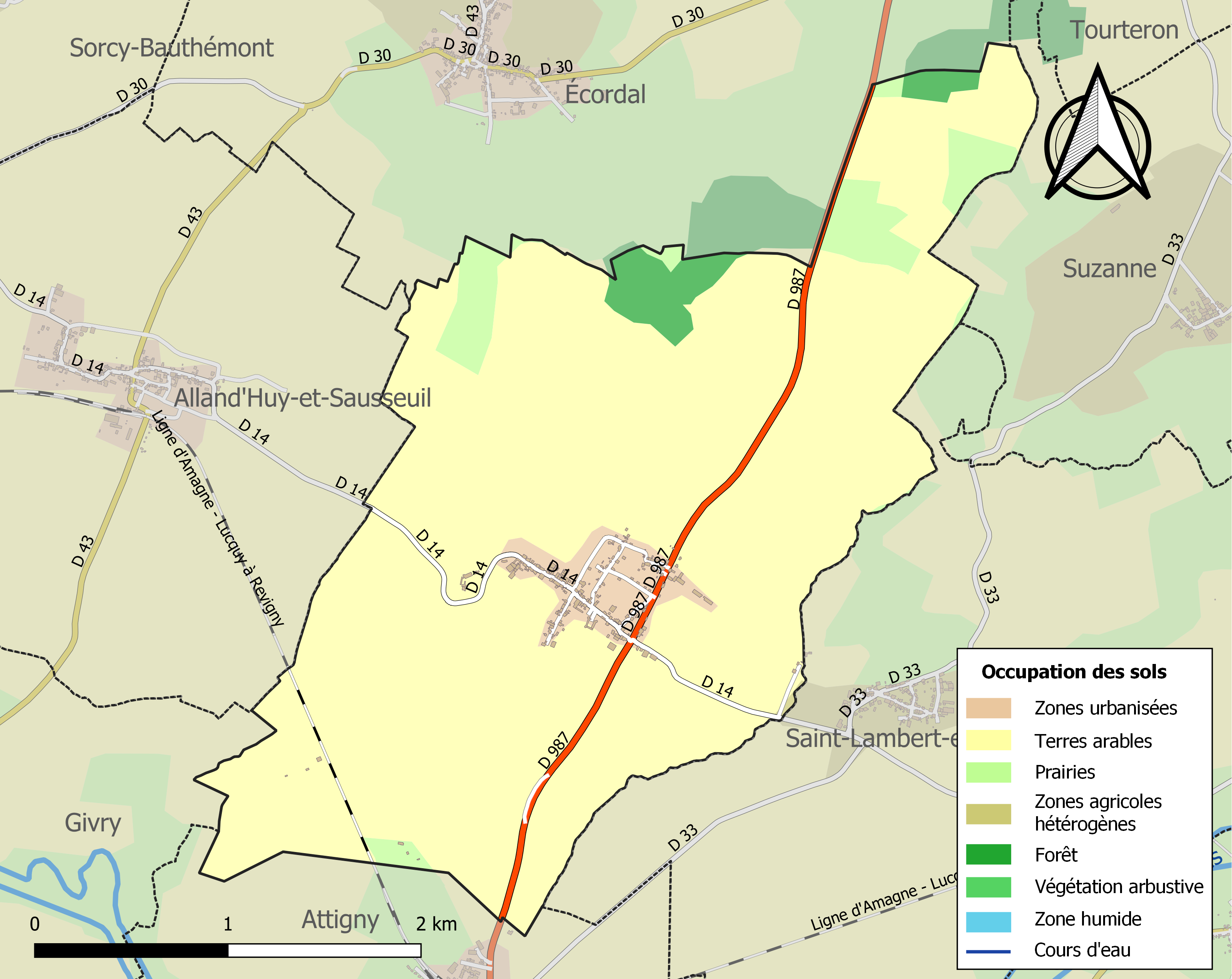
Carte des infrastructures et de l'occupation des sols de la commune en 2018 (CLC).

## Histoire
La famille du nom de « CHARBOGNE » est citée en 1172  et relevait de Voncq. En 1203, le village passa au comte de Rethel et relevait de la prévôté d'Omont.
Dès le XIIe siècle existait une famille de Charbogne dont les seigneurs étaient feudataires des comtes de Rethel. La seigneurie passa à la famille des Armoises en 1275, puis à celle des Hans à la fin du XIVe siècle et à celle de Coucy au XVe siècle.
Henriette de Clèves, veuve de Louis de Gonzague, vendit en 1600 la seigneurie à Jean de Guiot, gouverneur de Mézières, qui y fit construire une ferme fortifiée, et la vendit en 1676 à Antoine de Wignacourt.

## Politique et administration
| Période                                  | Période    | Identité             | Étiquette | Qualité  |
| ---------------------------------------- | ---------- | -------------------- | --------- | -------- |
| avant 1875                               | après 1876 | Geoffroy             |           |          |
| avant 1995                               | mars 2008  | Jacques Van Luchene  | DVD       |          |
| mars 2008                                | juin 2020  | Jean-Claude Bucheler |           |          |
| juin 2020                                | En cours   | M. Hugues Habert     |           | Retraité |
| Les données manquantes sont à compléter. |            |                      |           |          |

## Démographie
L'évolution du nombre d'habitants est connue à travers les recensements de la population effectués dans la commune depuis 1793. Pour les communes de moins de 10 000 habitants, une enquête de recensement portant sur toute la population est réalisée tous les cinq ans, les populations de référence des années intermédiaires étant quant à elles estimées par interpolation ou extrapolation. Pour la commune, le premier recensement exhaustif entrant dans le cadre du nouveau dispositif a été réalisé en 2005.

En 2022, la commune comptait 219 habitants, en stagnation par rapport à 2016 (Ardennes : −2,97 %, France hors Mayotte : +2,11 %).
| 1793 | 1800 | 1806 | 1821 | 1831 | 1836 | 1841 | 1846 | 1851 |
| ---- | ---- | ---- | ---- | ---- | ---- | ---- | ---- | ---- |
| 564  | 550  | 570  | 472  | 496  | 485  | 475  | 480  | 495  |

| 1866 | 1872 | 1876 | 1881 | 1886 | 1891 | 1896 | 1901 | 1906 |
| ---- | ---- | ---- | ---- | ---- | ---- | ---- | ---- | ---- |
| 475  | 479  | 449  | 448  | 448  | 439  | 457  | 426  | 382  |

| 1911 | 1921 | 1926 | 1931 | 1936 | 1946 | 1954 | 1962 | 1968 |
| ---- | ---- | ---- | ---- | ---- | ---- | ---- | ---- | ---- |
| 366  | 276  | 292  | 302  | 298  | 212  | 264  | 305  | 258  |

| 1975 | 1982 | 1990 | 1999 | 2005 | 2006 | 2010 | 2015 | 2020 |
| ---- | ---- | ---- | ---- | ---- | ---- | ---- | ---- | ---- |
| 246  | 207  | 184  | 206  | 206  | 210  | 206  | 219  | 221  |

| 2022 | - | - | - | - | - | - | - | - |
| ---- | - | - | - | - | - | - | - | - |
| 219  | - | - | - | - | - | - | - | - |

## Lieux et monuments
- L'église Saint-Rémi fut construite fin XVe - début XVIe siècle, dans le style flamboyant par les De Courtay, père et fils, maîtres maçons locaux. Les visites sont libres le samedi et le dimanche de 14 h à 18 h. Elle dépend de la paroisse Saint-Méen-de-la-Champagne à Attigny. L'édifice est classé monument historique en 1913[22].
- La ferme fortifiée plus communément appelée château de Charbogne possède deux tours du XIIe, qui servaient au guet sur la vallée de l'Aisne, puis une construction plus globale au XVIe ainsi qu'un portail du XVIIIe. L'édifice est inscrit au titre des monuments historiques en 1948[23].

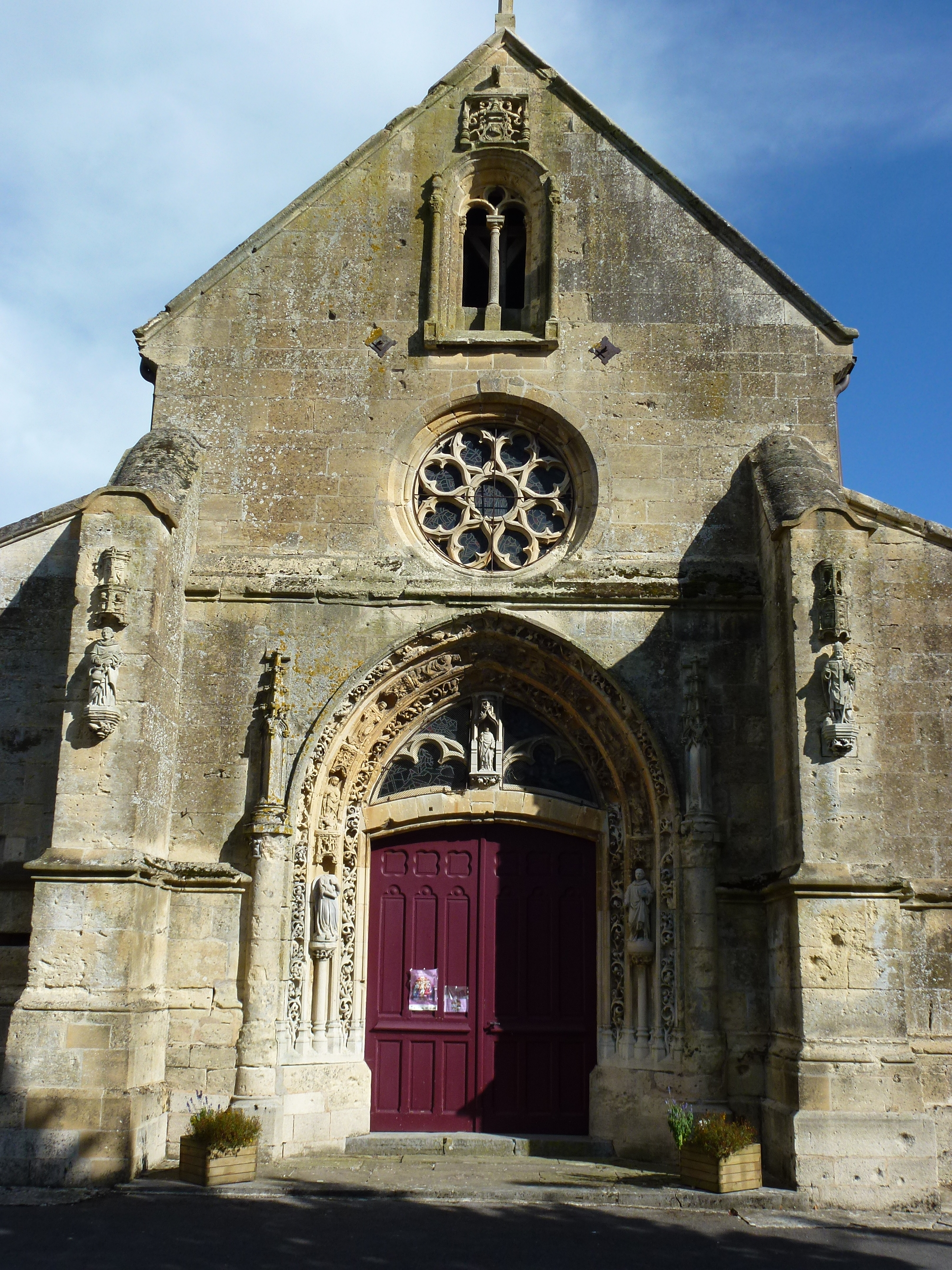
Église Saint-Rémi, façade.
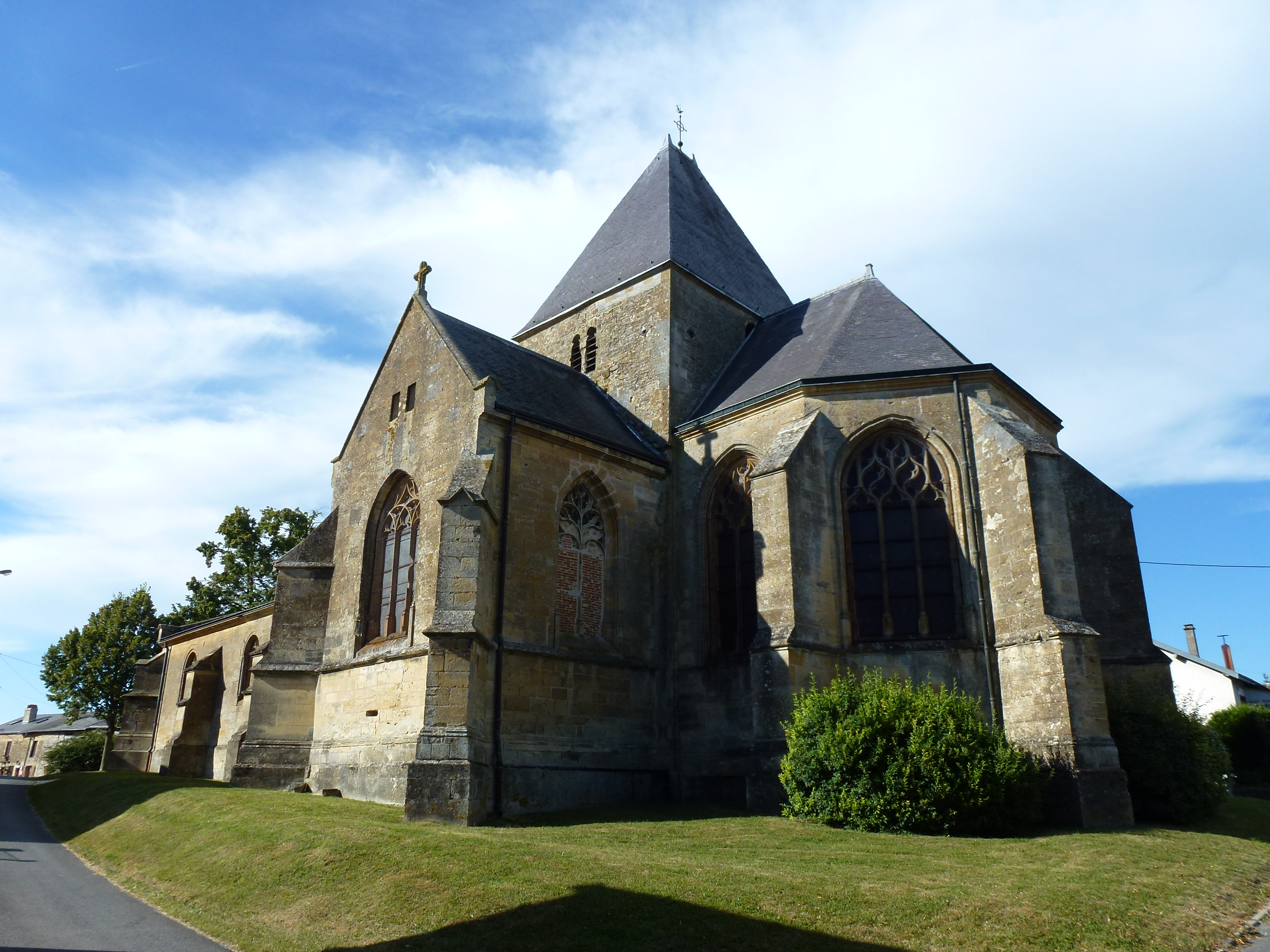
Église Saint-Rémi, chevet.
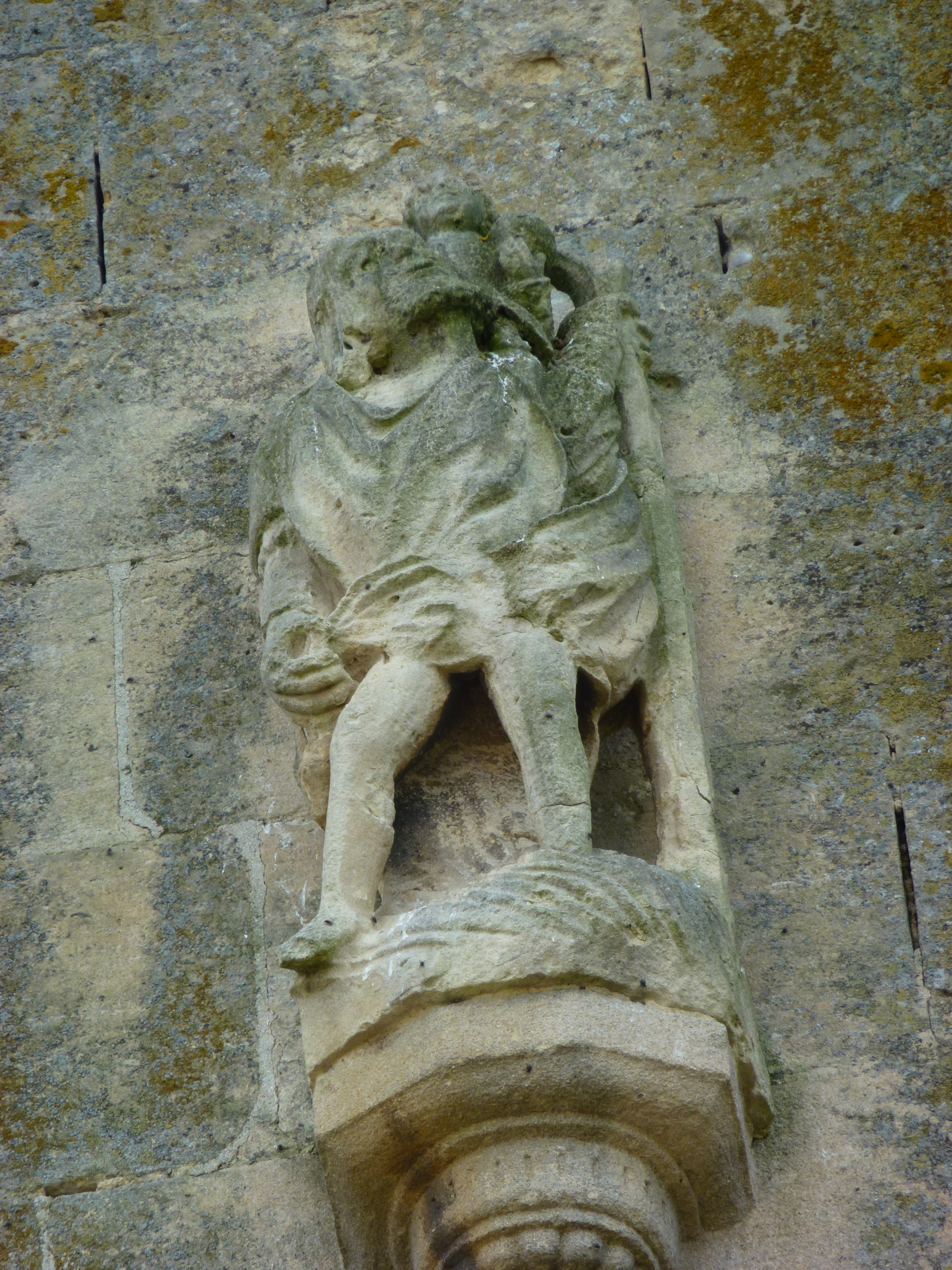
Église Saint-Rémi, sculpture sur le contrefort de la façade.
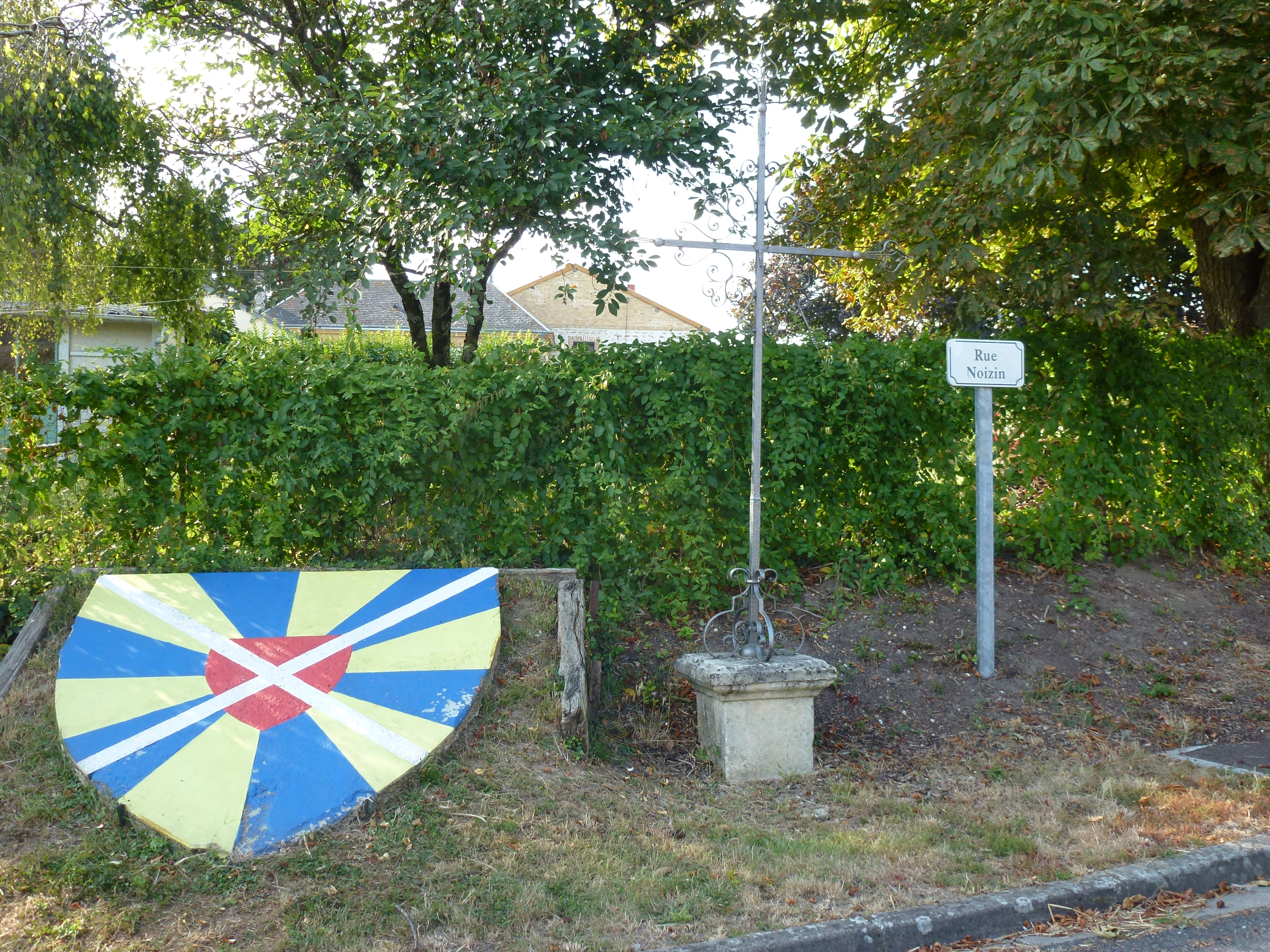
Croix de chemin et blason dans le bourg.

## Héraldique
| Armes de Charbogne | Les armes de Charbogne se blasonnent ainsi : Gironné d’or et d’azur de douze pièces à l’écusson de gueules en abîme, au filet en sautoir d’argent brochant sur le tout. |